# داركو بوشكوفيتش
داركو بوشكوفيتش (بالصربية: Дарко Бошковић)‏ هو لاعب كرة قدم صربي، ولد في 16 سبتمبر 1987 في سومبور في صربيا. شارك مع منتخب الجبل الأسود تحت 21 سنة لكرة القدم. أما مع النوادي، فقد لعب مع تيموك زاييتشار وسبارتاك سوبتيتسا.

## وصلات خارجية
- داركو بوشكوفيتش على موقع قاعدة بيانات كرة القدم.إي يو (الإنجليزية)
- داركو بوشكوفيتش على موقع Soccerway.com (الإنجليزية)